# Larstjärnen, Ångermanland
Larstjärnen är en sjö i Sollefteå kommun i Ångermanland och ingår i Ångermanälvens huvudavrinningsområde. Larstjärnen ligger i Högberget Natura 2000-område.